# Brenz-Medaille
Die Johannes-Brenz-Medaille ist die höchste Auszeichnung der Evangelischen Landeskirche in Württemberg. Sie ist nach dem Reformator Johannes Brenz benannt und wird seit 1992 in den Klassen „Silber“ und „Bronze“ verliehen.

## Aussehen

Vorderseite der Brenz-Medaille in Bronze

Die vom Baden-Badener Medailleur Victor Huster gestaltete Medaille zeigt auf ihrer Vorderseite ein Kreuz, außerdem ein Porträt von Johannes Brenz. Die Rückseite zeigt fünf Säulen, die für die 1992 bestehenden fünf Prälaturen der Württembergischen Landeskirche stehen.

Rückseite der Brenz-Medaille in Bronze

## Träger der Brenz-Medaille in Silber
- George Leonard Carey (* 1935), Erzbischof von Canterbury, erster Preisträger 1992
- Jürgen Budday (* 1948), Dirigent, Kirchenmusikdirektor und Studiendirektor
- Erhard Eppler (1926–2019), Bundesminister (SPD)
- Frieder Gadesmann (1943–2014), evangelischer Theologe, Erziehungswissenschaftler und Professor
- Albrecht Goes (1908–2000), evangelischer Schriftsteller
- Friedrich Hänssler (1927–2019), evangelikaler Verleger
- Dorothee Jetter (* 1938), evangelische Lehrerin
- Eberhard Jüngel (1934–2021), evangelischer Theologe, Ephorus und Professor
- Helmuth Rilling (* 1933), Gründer der Stuttgarter Bachakademie und Professor
- Erich Schneider (1933–2024), Landtagspräsident
- Hans Gottfried von Stockhausen (1920–2010), evangelischer Glasmaler
- Christel Hausding (* 1949), Synodalpräsidentin[1]
- Hans-Joachim Eckstein (* 1950), evangelischer Theologe[2]
- Helmut A. Müller (* 1949), evangelischer Pfarrer[3]
- Angelika Klingel (* 1961), Politikerin[4]